# Rederij Wadden Transport
Rederij Wadden Transport is een rederij die vracht vervoert tussen Harlingen en de waddeneilanden Vlieland en Terschelling. In de loop der jaren is de rederij gegroeid tot specialist op het gebied van zwaar transport.
De oorsprong van de Rederij Wadden Transport is de voortzetting in 1982 van een al bestaande beurtvaart door kapitein F. Lakeman met het MS Challenger. In 1986 is Rederij Wadden Transport eigendom geworden van de Lakeman.
In 2001 is de vloot uitgebreid met de aanschaf van een roll-on-roll-off-ferry, het MS Terschellinger Bank. De Challenger maakt ondertussen geen deel meer uit van de vloot.
Als gevolg van een convenant uit 1987 tussen Rijkswaterstaat, de eilander gemeentes, en Rederij Doeksen was er tot 2006 regelmatig sprake van een juridische strijd tussen Rederij Wadden Transport en Rederij Doeksen. Het ging daarbij om het medegebruik van de door Rijkswaterstaat gerealiseerde en beheerde openbare aanleginrichtingen. In 2006 heeft Rederij Wadden Transport toestemming verworven voor gebruik van de aanleginrichtingen in Harlingen en op de eilanden Terschelling en Vlieland. De aanleginstallaties worden in gebruik genomen buiten de tijden gereserveerd voor de passagiersdienst van Rederij Doeksen. 

## Huidige vloot
| Schip                  | Vaargebied | Bouwjaar | In Dienst | Uit Dienst |
| ---------------------- | ---------- | -------- | --------- | ---------- |
| MS Terschellinger Bank | Waddenzee  | 1954     | 2001      | n.v.t.     |
| MS Challenger          | Waddenzee  | 1948     | 1982      | 2005       |